# Мэйдзи-мура
Мэйдзи-мура (яп. 博物館明治村 хакубуцукан мэйдзи-мура, музей «деревня Мэйдзи») — музей под открытым небом в городе Инуяма, префектура Айти, Япония. Открыт 18 марта 1965 года, содержит памятники архитектуры периода Мэйдзи (1868—1912). Основателями музея были Ёсиро Танигути (яп. 谷口吉郎) и Мотоо Цутикава (яп. 土川元夫). Владельцем музея является японская железнодорожная компания Meitetsu.
С архитектурной точки зрения наиболее примечателен центральный фрагмент вестибюля старого здания отеля Империал, построенного по проекту Ф. Л. Райта. Это здание с 1923 г. стояло в центре Токио, а в 1968 г. было снесено, чтобы освободить место для более вместительного столичного отеля. Уцелевшая часть здания и отражающий бассейн были воссозданы на территории музея Мэйдзи-мура в 1976 году.
Парк и музей занимают площадь около 1 км². Он расположен примерно в 6 км к востоку от центра Инуямы на живописном холме над водохранилищем Ирука. Проезд от железнодорожного вокзала в Нагое и станции в Инуяме на поезде или на автобусе к зданию Meitetsu Inuyama Hotel занимает около 30 минут, а затем на автобусе от Meitetsu Inuyama Hotel к музею Мэйдзи-мура около 20 мин. На территории имеется трамвайная линия протяжённостью 0,77 км, по которой ходят два ретротрамвая.

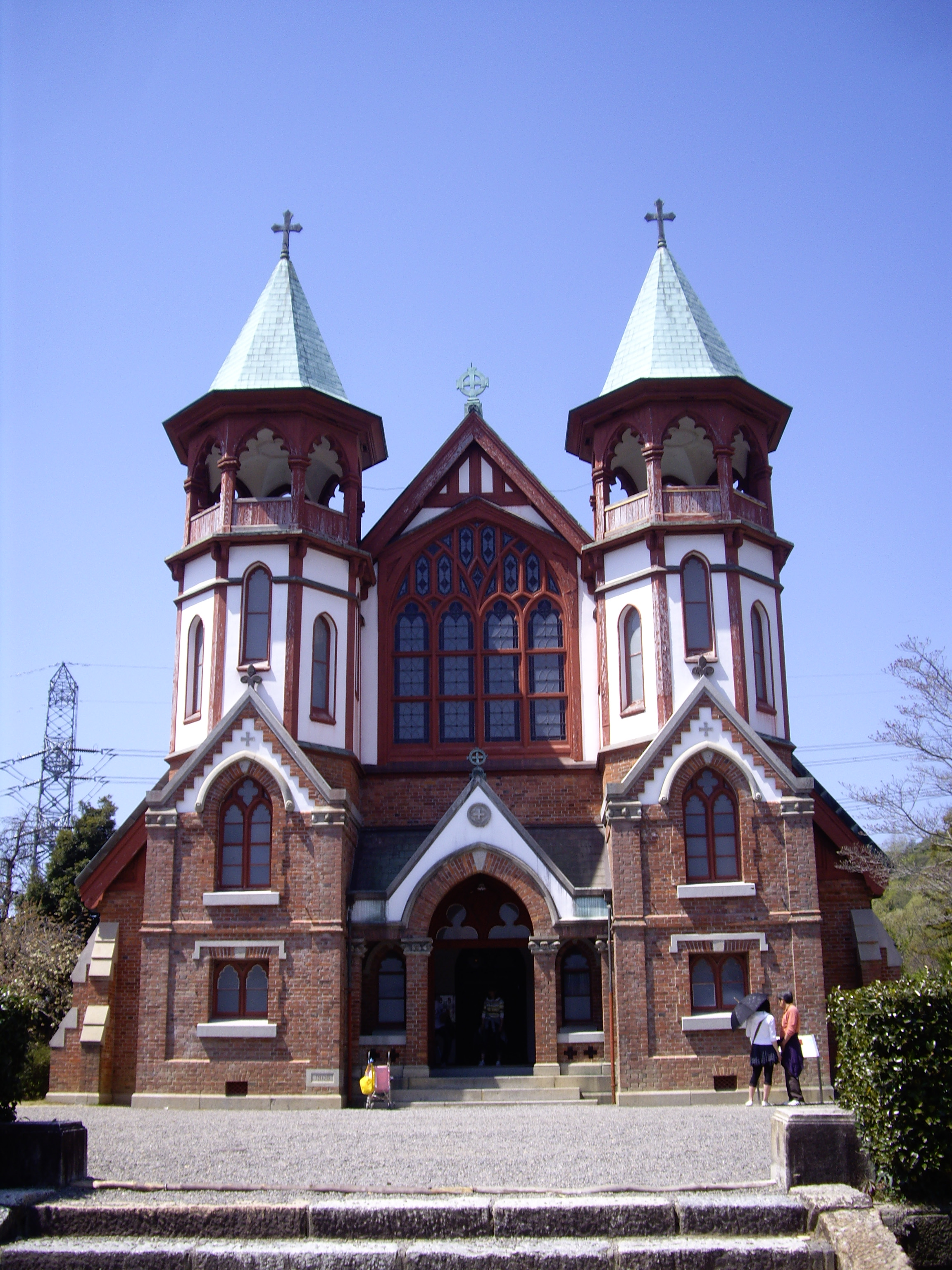
Церковь Святого Иоанна, перенесённая из Киото, архитектор - Джеймс Гардинер
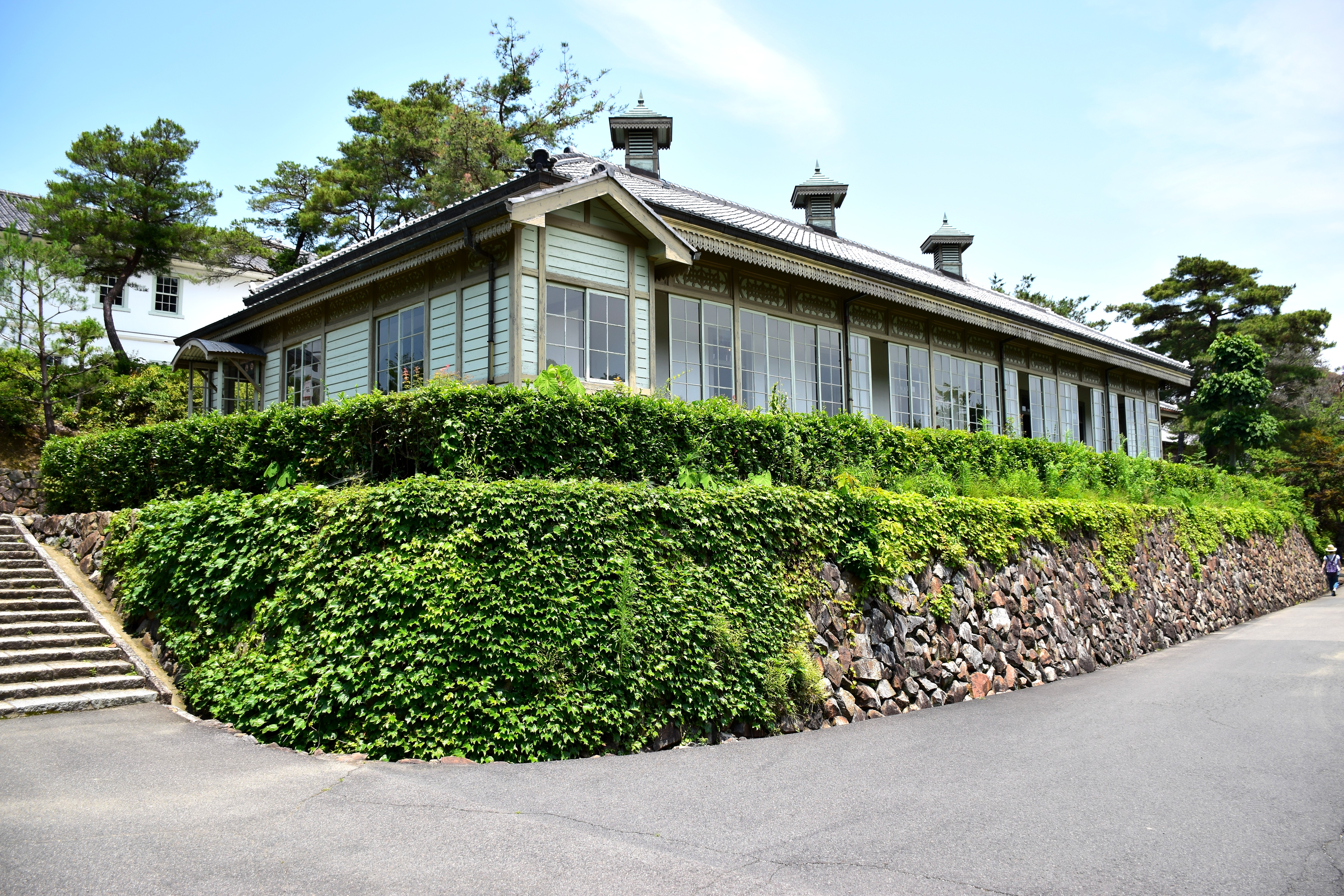
Центральная больница Японии, принадлежавшая комитету Красного Креста. Построена в 1890 году
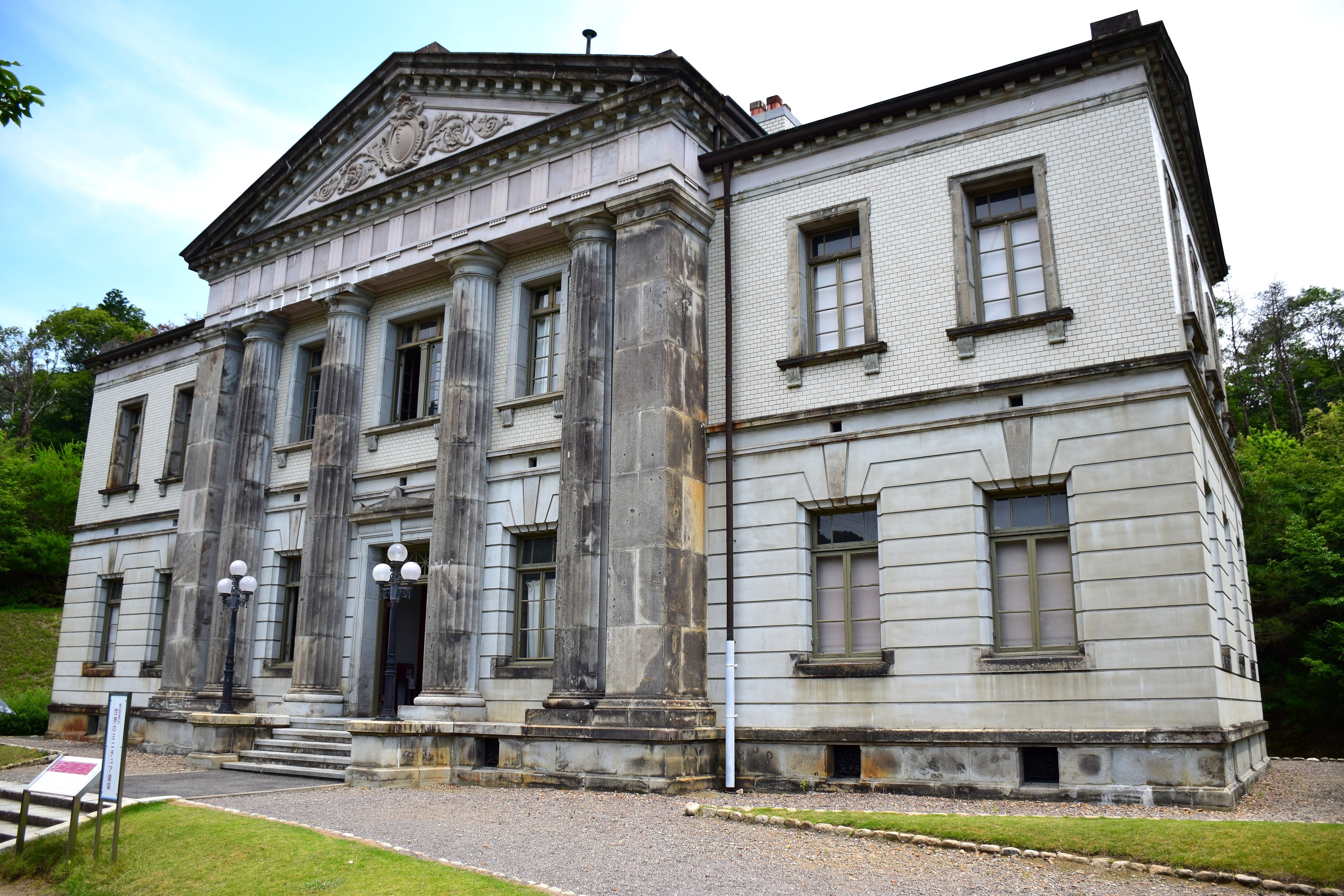
Библиотека Императорского дворца, перенесённая из Токио
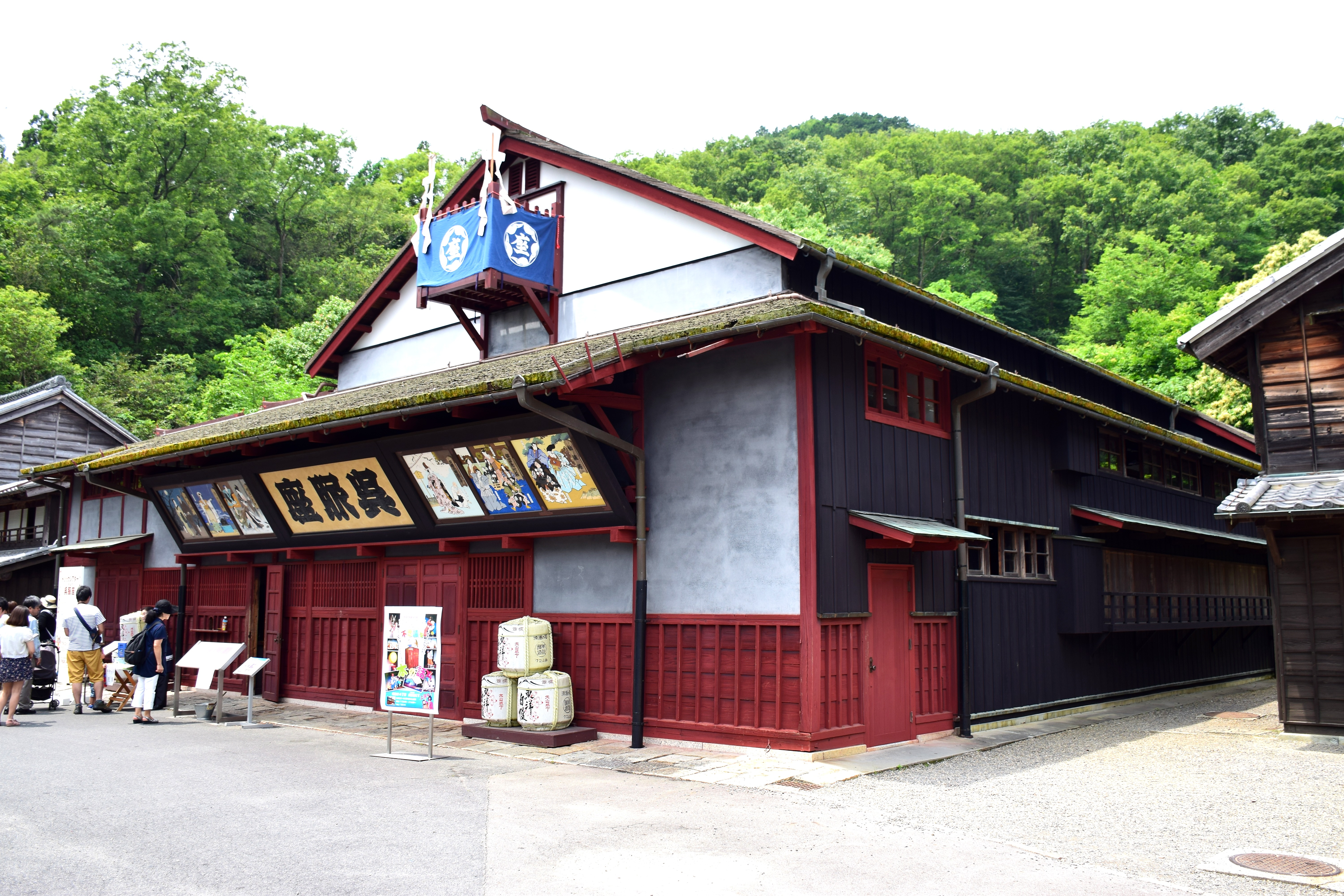
Театр Курэха-дза, построенный в 1868 году